# 아사리 사토루
아사리 사토루(일본어: 浅利 悟, 1974년 6월 10일 ~ )는 일본의 전 축구 선수이다.

## 구단 경력
과거 FC 도쿄에서 활동하였다.